# Tetracus
Il tetraco (gen. Tetracus) è un mammifero estinto, appartenente agli eulipotifli. Visse tra l'Oligocene inferiore e l'Oligocene superiore (circa 33 - 26 milioni di anni fa) e i suoi resti fossili sono stati ritrovati in Europa.

## Descrizione
Questo animale doveva essere simile a un riccio o forse a un ratto lunare. Era caratterizzato da una mandibola piuttosto allungata, con un forame mandibolare al di sotto del terzo e quarto premolare. Il condilo mandibolare era poco elevato al di sopra della fila dentaria, ed era presente una debole apofisi angolare. I canini erano robusti e inclinati in avanti, mentre i primi tre premolari erano molto ridotti e di forma triangolare. Il quarto premolare era robusto e molariforme, circondato da un cingulum e dotato di un talonide corto e di un trigonide formato da un grosso protoconide, un paraconide ben sviluppato e un metaconide debole. I primi due molari erano dotati di trigonide con un debole paraconide, e il talonide era dotato di due forti cuspidi (ipoconide ed entoconide). Il terzo molare era molto ridotto e con un talonide più grande del trigonide. 

## Classificazione
Il genere Tetracus venne istituito nel 1850 da Aymard, per accogliere la specie Erinaceus nanus descritta precedentemente dallo stesso Aymard. L'esemplare tipo della specie Tetracus nanus (la specie tipo) è stato ritrovato nella zona di Ronzon (Francia) in terreni dell'Oligocene inferiore, ma altri esemplari attribuibili alla medesima specie provengono dall'Oligocene inferiore del Belgio e dall'Oligocene superiore di Quercy (Francia). Un'altra specie, T. daamsi, è nota per alcuni fossili ritrovati a Maiorca (Spagna) e risalenti all'Oligocene inferiore. È probabile che questa specie, differente dalla specie tipo principalmente per i premolari più grandi, massicci e globosi, fosse il risultato di un'evoluzione insulare. 
Tetracus è un rappresentante dei galericini (Galericinae), una sottofamiglia di mammiferi erinaceidi attualmente rappresentati dai ratti lunari e dai gimnuri. Altri galericini estinti sono Lanthanotherium, Galerix, il bizzarro Proterix e il gigantesco Deinogalerix, anch'esso una forma insulare.